# Награда Исидора Секулић
Награда Исидора Секулић је српска књижевна награда коју додељује београдска општина Савски венац. Награда се састоји од Плакете, Повеље и новчаног износа.

## Историјат
Награда је понела име по Исидори Секулић, књижевници која је живела и стварала на територији ове општине. Награда се додељује сваког јуна од 1968. године за најбољу књигу објављену претходне године и има велики значај у српској књижевности. До сада је проглашен укупно 72 добитник, укључујући и 11 жена; за два победника направљен је следећи изузетак: књига Рајка Петрова Нога објављена 1967. године добила је награду за треће издање 1984. и кратке приче Видосава Стевановића први пут су објављене у студентском часопису 1967. а као књига 1968. године.
Председници Скупштине „Фонда Исидора Секулић” били су Милан Орлић (2001–2005), Вида Огњеновић (2006–2008) и Ратко Адамовић (2009–2016). Након тога, ниједан други председник није номинован за ту функцију. Председник жирија је био Петар Арбутина од 2017. до 2018. године, а  Александар Јерков 2019. и 2021. године.
Лауреату за 2008. уручено три хиљаде евра у динарској противвредности. Наградни фонд је први пут смањен на представљању награде за 2017. годину на 120.000 динара, претходних година добитници су добили 300.000 динара (од 2009. год).

## Добитници
| Година | Аутор                      | Слика         | Дело                                                                                   | Референца                          |
| ------ | -------------------------- | ------------- | -------------------------------------------------------------------------------------- | ---------------------------------- |
| 2024.  | Сања Савић Милосављевић    |               | „Мартин удио“                                                                          | [ 8 ]                              |
| 2023.  | Александар Јерков          |               | „Истина (српске) књижевности“                                                          | [ 9 ]                              |
| 2022.  | Драган Стојановић          |               | „Трипл Даблин“                                                                         | [ 10 ]                             |
| 2021.  | Јовица Аћин                |               | „Бања и друге последње приче“                                                          | [ 11 ]                             |
| 2020.  | Слободан Мандић            |               | „Панонски палимпсести“ и „Дух приче и друга имена“                                     | [ 12 ]                             |
| 2019.  | Нина Савчић                |               | „Власник свега нашег“                                                                  | [ 13 ] [ 14 ]                      |
| 2018.  | Александар Гаталица        |               | „Последњи аргонаут“                                                                    | [ 15 ] [ 16 ] [ 17 ] [ 18 ]        |
| 2017.  | Угљеша Шајтинац            |               | „Жена из Хуареза“                                                                      | [ 19 ] [ 20 ] [ 21 ] [ 22 ] [ 23 ] |
| 2016.  | Лабуд Драгић               |               | „Кукавичја пилад“                                                                      | [ 24 ] [ 25 ]                      |
| 2015.  | Светислав Басара           |               | „Анђео атентата“                                                                       | [ 26 ]                             |
| 2014.  | Давид Албахари             |               | „Животињско царство“                                                                   | [ 27 ]                             |
| 2013.  | Соња Веселиновић           |               | „Кросфејд“                                                                             | [ 28 ]                             |
| 2012.  | Жанета Ђукић-Перишић       |               | „Писац и прича – Стваралачка биографија Иве Андрића“                                   |                                    |
| 2011.  | Слободан Владушић          |               | „Црњански, мегалополис“                                                                | [ 29 ]                             |
| 2010.  | Владан Матијевић           |               | „Врло мало светлости“                                                                  | [ 30 ] [ 31 ]                      |
| 2009.  | Ђорђе Милосављевић         |               | „Ђаво и мала госпођа“                                                                  |                                    |
| 2008.  | Владислав Бајац            |               | „Хамам Балканија“                                                                      |                                    |
| 2007.  | Мирјана Бјелогрлић-Николов |               | „Приче за досадно поподне“                                                             |                                    |
| 2006.  | Зоран Живковић             |               | „Мост“                                                                                 |                                    |
| 2005.  | Ратомир Дамјановић         |               | „Џонијев соло“                                                                         | [ 32 ]                             |
| 2004.  | Ивана Хаџи-Поповић         |               | „Замка“                                                                                |                                    |
| 2003.  | Владета Јеротић            |               | „Путовања, записи, сећања“                                                             |                                    |
| 2002.  | Борис Миљковић             |               | „Чај на Замелеку“                                                                      |                                    |
| 2001.  | Милован Станковић          |               | „Све о породици Фулер“                                                                 | [ 33 ]                             |
| 2000.  | Мирјана Новаковић          |               | „Страх и његов слуга“                                                                  | [ 34 ]                             |
| 1999.  | Зоран Богнар               |               | „Нови човек“                                                                           |                                    |
| 1998.  | Марица Јосимчевић          |               | „Пут коже“                                                                             |                                    |
| 1997.  | Ратко Адамовић             |               | „Бесмртни Калеб“                                                                       | [ 35 ]                             |
| 1996.  | Срба Митровић              |               | „Снимци за панораму“                                                                   |                                    |
| 1995.  | Милан Орлић                |               | „Из поларне ноћи“                                                                      |                                    |
| 1994.  | Ђорђе Трифуновић           |               | Стара српска књижевност: Основе                                                        |                                    |
| 1993.  | Доброслав Смиљанић         |               | „Вилин камен“                                                                          |                                    |
| 1992.  | Петар Пијановић            |               | „Проза Данила Киша“                                                                    | [ 36 ]                             |
| 1991.  | Мирослав Максимовић        |               | „55 сонета о животним радостима и тешкоћама“                                           |                                    |
| 1990.  | Новица Петковић            |               | „Огледи из српске поетике“                                                             |                                    |
| 1989.  | Душан Иванић               |               | „Модели књижевнога говора: из историје и поетике српске књижевности“                   |                                    |
| 1988.  | Јован Радуловић            |               | „Даље од олтара“                                                                       |                                    |
| 1987.  | Љубиша Јеремић             |               | „Трагички видови старијег српског романа: од Јакова Игњатовића до Светолика Ранковића“ |                                    |
| 1986.  | Хатиџа Диздаревић-Крњевић  |               | „Лирски источници: из историје и поетике лирске народне поезије“                       |                                    |
| 1985.  | Данко Поповић              |               | „Књига о Милутину“                                                                     |                                    |
| 1984.  | Рајко Петров Ного          |               | „Зимомора“                                                                             |                                    |
| 1983.  | Слободан Зубановић         |               | „Домаћи дух“                                                                           |                                    |
| 1982.  | Лазар Трифуновић           |               | „Од импресионизма до енформела“                                                        |                                    |
| 1981.  | Слободан Ракитић           |               | „Жудња за југом“                                                                       |                                    |
| 1981.  | Никола Милошевић           |               | одбио да прими                                                                         |                                    |
| 1980.  | Радослав Братић            |               | „Сумња у биографију“                                                                   |                                    |
| 1979.  | Милован Данојлић           |               | „Змијин свлак“                                                                         |                                    |
| 1978   | није додељена              | није додељена | није додељена                                                                          | није додељена                      |
| 1977   | није додељена              | није додељена | није додељена                                                                          | није додељена                      |
| 1976.  | Тања Крагујевић            |               | „Митско у Настасијевићевом делу“                                                       | [ 37 ]                             |
| 1976.  | Драгомир Брајковић         |               | „Крвава свадба у Брзави“                                                               |                                    |
| 1976.  | Мирјана Павловић           |               | „Заједнички именитељ“                                                                  | [ 38 ]                             |
| 1975.  | Милан Комненић             |               | „Ерос и знак“                                                                          |                                    |
| 1975.  | Мирко Магарашевић          |               | „Сенке бесмртности“                                                                    |                                    |
| 1975.  | Миленко Вучетић            |               | „Гласови“                                                                              |                                    |
| 1974.  | Ђуро Дамјановић            |               | „Магла у рукама“                                                                       |                                    |
| 1974.  | Ибрахим Хаџић              |               | „Оформити јединствено животињу“                                                        |                                    |
| 1974.  | Чедомир Мирковић           |               | „Есеји и критике“                                                                      |                                    |
| 1973.  | Митко Маџунков             |               | „Убиј говорљивог пса“                                                                  |                                    |
| 1973.  | Миодраг Станисављевић      |               | „Књига сенки“                                                                          |                                    |
| 1973.  | Милорад Блечић             |               | „Како се рађала југословенска револуционарна поезија“                                  |                                    |
| 1972.  | Миладин Ћулафић            |               | „Нешто“                                                                                |                                    |
| 1972.  | Марко Недић                |               | „Магија поетске прозе. Студија о Растку Петровићу“                                     |                                    |
| 1971.  | Светозар Влајковић         |               | „Неко друго лето“                                                                      | [ 39 ]                             |
| 1971.  | Радомир Андрић             |               | „Шумска црква“                                                                         |                                    |
| 1971.  | Александар Петров          |               | „Поезија Црњанског и српско песништво“                                                 |                                    |
| 1970.  | Бранислав Петровић         |               | „О проклета да си улицо Риге од Фере“                                                  |                                    |
| 1970.  | Божидар Милидраговић       |               | „Уметник Золт“                                                                         |                                    |
| 1970.  | Срба Игњатовић             |               | „Саломина чинија“                                                                      |                                    |
| 1969.  | Мирослав Јосић Вишњић      |               | „Лепа Јелена“                                                                          | [ 40 ]                             |
| 1969.  | Вито Марковић              |               | „Пакао”                                                                                |                                    |
| 1969.  | Богдан А. Поповић          |               | „Есеји и критике”                                                                      |                                    |
| 1968.  | Видосав Стевановић         |               | „Рефуз мртвак“                                                                         | [ 41 ]                             |
| 1968.  | Јован Христић              |               | „Облици модерне књижевности”                                                           |                                    |
| 1967.  | Живојин Павловић           |               | „Две вечери у јесен”                                                                   | [ 41 ]                             |
| 1967.  | Љубомир Симовић            |               | „Шлемови”                                                                              | [ 41 ]                             |
| 1967.  | Светлана Велмар Јанковић   |               | „Савременици”                                                                          | [ 42 ]                             |